# چارلز ا. دینارلو
چارلز ا. دینارلو (انگلیسی: Charles A. Dinarello؛ زادهٔ ۲۲ آوریل ۱۹۴۳) دانشمند در زمینه پزشکی اهل ایالات متحده آمریکا است.
وی همچنین برندهٔ جوایزی همچون جایزه کرافورد و جایزه مرکز پزشکی آلبانی شده‌است.